# Mount Zion (Illinois)
Mount Zion – wieś w Stanach Zjednoczonych, w stanie Illinois, w hrabstwie Macon.